# Canvis en la personalitat
Els canvis en la personalitat fan referència a les diferents formes de canvi en diversos aspectes de la personalitat. Aquests canvis inclouen com experimentem les coses, com canvia la nostra percepció de les experiències i com reaccionem davant les situacions. La personalitat d'un individu pot mantenir-se una mica coherent al llarg de la seva vida. Tot i així, la majoria de les vegades, tothom pateix algun tipus de canvi en la seva personalitat al llarg de la seva vida.

## Definició de la personalitat
La personalitat, és percebuda com la manera de comportar-nos, sentir-nos i pensar estable i permanentment en les diferents situacions. No obstant, no té una definició concreta. Autors com Hans Eysenck, creador del model PEN, la defineixen com un conjunt de trets que influeixen en la conducta i predisposen a certs estats. C. Robert Cloninger creador del model Tridimensional Personality Questionnaire (TCP), la descriu com la combinació de característiques temperamentals i de caràcter. Per tant, descriure la personalitat dels individus d'una manera precisa és difícil, i fer-ho per a poder predir la conducta de la persona encara més. Però, a més a més, cal considerar els tipus de marcs teòrics sobre l'estudi d'aquesta branca, ja que en funció d'aquests, el concepte sobre personalitat varia.
No obstant això, més endavant es modifica la definició del constructe mitjançant la mesura de com les persones difereixen en les diverses situacions. Nous mètodes d'avaluació de la personalitat descriuen les fluctuacions en les característiques de personalitat com consistents i predictibles per a cada persona basant-se en el medi ambient i en les disposicions individuals. L'estudi també suggereix que les variacions intrapersonals en un tret poden ser encara més grans que les variacions interpersonals. L'Extraversió varia més dins d'una persona que a través dels individus, per exemple. Les autoavaluacions individuals durant el dia a través d'un llarg període va permetre als investigadors avaluar moment a moment i dia a dia les variacions en els atributs de la personalitat. Ara els especialistes en matèria tendeixen a estar d'acord que la personalitat de les persones és variada i no pot ser conceptualitzada mitjançant caracteritzacions bipolars (per exemple, Introversió vs Extraversió). Més aviat la gent oscil·la entre els dos extrems d'un tret.

## Delimitacions de la personalitat
La psicologia de la personalitat adopta una visió global envers l'estudi de l'individu. A causa d'això, és necessari tenir en compte la biologia, que es basa en la natura, i la sociologia, encarregada de la cultura de la persona.
Els trets de la personalitat són una sèrie de categories que sorgeixen de l'agrupació que nosaltres mateixos fem sobre les diferents formes de manifestar els pensaments, sentiments i accions. Així, la personalitat es basa en la continuïtat i uniformitat de les diferències intraindividuals, al llarg del temps i de les diverses situacions. D'altra banda, la personalitat es basa en l'existència de diferències individuals entre les diverses persones. Sarason i Smith, l'any 1971, ens diuen: "La ciència de la personalitat gira al voltant de les variables de les diferències individuals i de les predisposicions conductuals que fonamenten permanentment la conducta al llarg de les situacions".
Per tot això, actualment la psicologia de la personalitat es pot definir com a l'explicació d'aquestes diferències intraindividuals i interindividuals les quals tenen a veure amb els sentiments, pensaments i accions de cada persona, és a dir, amb la seva organització interna. És molt important tenir en compte l'ambient del qual l'individu forma part, ja que aquestes diferències depenen tant de la naturalesa biològica, com de l'experiència social, principalment primerenca, que aquest hagi aconseguit. Per tant, hem de considerar bàsic i essencial tant l'herència i la constitució, com la riquesa del medi sòcio-cultural en el qual aquest pugui desenvolupar-se.

## Enfocaments emprats en l'estudi de la personalitat
Distingim 3 grans grups de teories a l'hora d'explicar la personalitat:

### Endògenes
La personalitat té a veure amb la naturalesa psicològica del propi subjecte, en la pròpia persona es troba l'origen de la personalitat. Dins d'aquest primer grup, el Model dels Big Five o Model dels Cinc Factors és el més acceptat actualment. Aquests 5 factors bàsics no tan sols mesuren la personalitat sinó que també són capaços de predir, entre altres coses, el comportament i les relacions interpersonals a través de les següents dimensions: el neuroticisme, l'extraversió, l'obertura a l'experiència, la cordialitat i la responsabilitat. Inicialment es creia que el nostre perfil del Big Five era estàtic, que s'estava en un extrem o altre d'un tret. Per exemple, les persones es classificaven com introvertides o extravertides. Però això va canviar quan es van detectar inconsistències trans-situacionals.

### Exògenes
La situació hi té un paper clau a l'hora d'explicar la personalitat de l'individu. El comportament s'atribueix a factors ambientals, negant l'existència de les disposicions individuals.

### Interaccionistes
Defineix la conducta com el resultat de la interacció entre les característiques endògenes i els factors exògens de l'individu, per tant, de la interacció individu-situació.

## Consistència i estabilitat
La personalitat, com diuen Hans Eysenck i Michael Eysenck (1985), és considerada com una estructura dinàmica o com una entitat relativament consistent, és a dir, que es manifesta molt estable en períodes curts de temps i més variable en períodes més llargs. I és sobre la base d'aquesta variabilitat que no podem fer prediccions exactes de com es comportarà un nen quan sigui adolescent, adult o vell encara que coneguem la seva disposició general de conducta o estructura de resposta i reactivitat actual. Això és donat a que aquest esquelet psicològic, fins al moment, el coneixem per mitjà d'un repertori limitat de respostes específiques, el qual és insuficient. I no serà fins passada la seva fase de maduració quan es podran començar a conèixer aquests trets. En aquest sentit, quan ens preguntem si la personalitat canvia al llarg de la vida, és important diferenciar entre la personalitat que es consolida sobre la base de l'experiència primerenca (sobre els sis o set anys), anomenada temperament, i la personalitat adulta, que sembla aconseguir la seva màxima estructuració i diferenciació al final de l'adolescència i es manté fins al final de la vellesa. L'explicació d'aquest fenomen la trobem en la plasticitat de les estructures cerebrals i nervioses durant els primers anys de vida d'una persona, el qual permet considerar que el que s'aprèn en aquesta edat té la mateixa empremta o força que allò que és heretat o congènit, ja que no només s'adquireixen continguts sinó que també es desenvolupen estructures neurològiques estables. En aquest sentit, es pot afirmar que el temperament és immutable. Però quan es tracta de veure com evoluciona la personalitat, sabem que alguns trets tendeixen a romandre estables mentre que d'altres no. Per entendre les formes i els tipus de canvis específics, prèviament els investigadors tendeixen a utilitzar dos mecanismes. Aquests són la consistència i l'estabilitat de la personalitat.
Quan definim l'estabilitat entenem que aquest terme fa referència a la continuïtat d'unes característiques més o menys invariables en el temps, mentre que la consistència es restringeix a la permanència d'aquests característiques a través de les diverses situacions. També, cal definir la consistència transituacional, la qual es refereix a la tendència consistent a respondre d'una determinada manera amb més probabilitat que d'una altra, en funció de cada persona i de les diferents situacions. Per poder dir si hi ha o no estabilitat, un dels criteris d'avaluació que es fa servir consisteix a observar si la variabilitat comparant dos registres diferenciats entre si per un interval temporal de més d'un any, no és més gran que la variabilitat observada en l'interval d'un any.
Pel que fa a la consistència, sabem que es dona un augment d'aquesta en alguns dels nostres trets a mesura que augmenta l'edat. No obstant això, la personalitat no deixa de canviar a una edat específica. Les transicions biològiques i socials al llarg de la vida també poden ser un factor de canvi, tot i que no han de ser-ho necessàriament. Les transicions biològiques són etapes com la pubertat o el primer part, i les transicions socials podrien ser canvis en els rols socials com convertir-se en pare o començar a treballar en la primera feina.
Per aquelles persones que no accepten les disposicions individuals, no es contempla ni la consistència ni l'estabilitat, només accepten respostes específiques. Aleshores, la diferència entre aquells que recolzen la consistència i l'estabilitat de la conducta i aquells que recolzen l'especificitat, es troba només en el fet d'acceptar, o no, la utilització científica de conceptes que no són observables directament. Aquestes respostes específiques s'originen, es desenvolupen i es mantenen a causa dels factors del medi en el qual s'observa aquella conducta, el qual és un plantejament propi del model situacionista.

## Tipus i formes de canvis de la personalitat
Un cop aclarits els conceptes de consistència i estabilitat, cal tenir present els diferents tipus de formes i canvis que poden ser visualitzats com a canvis individuals o poblacionals des de l'òptica relativa o absoluta. En la relativa (es generen comparacions), trobem el canvi d'ordre en el rang i la consistència ipsativa. Paral·lelament a aquests, també cal considerar la perspectiva absoluta (no es compara), on es diferencien el canvis en el nivell de mitjana i les diferències individuals.
|            | RELATIU                          | ABSOLUT                       |
| POBLACIÓ   | Consistència en l'ordre del rang | Canvi en el nivell de mitjana |
| INDIVIDUAL | Consistència ipsativa            | DD.II. en el canvi            |

Un canvi d'ordre en el rang és un canvi relatiu en la personalitat d'un individu en relació amb altres individus, és a dir, la tendència a mantenir-se estable en els trets de personalitat amb comparació a altres individus del seu grup. En aquest cas si el subjecte puntua per sobre de la mitjana en un moment temporal, seguirà fent-ho en altres moments temporals. Aquests canvis no es donen molt sovint.
Es pot parlar també de consistència ipsativa quan les característiques individuals d'una persona i les que més destaquen són les mateixes al llarg de la vida. Tot i la maduració, el patró de personalitat es manté estable.
D'altra banda, trobem el canvi a nivell de la mitjana, es tracta d'un canvi absolut en el nivell d'un cert tret d'un individu amb el temps. És a dir, mirem si les puntuacions d'una població mesurades en un moment temporal, tindran el mateix valor en altres moments o bé canviaran. Aquest tipus de canvis es donen més freqüentment.
Finalment fem referència a les diferències individuals en el canvi, el que vol dir que tots canviem els nostres trets de personalitat envers l'experiència que tenim.

## Canvis al llarg de la vida

### Canvis en els Big Five
Els cinc grans trets mencionats sovint s'utilitzen per mesurar el canvi en la personalitat. Hi ha un canvi a nivell mitjà en els cinc grans trets dels 10 als 65 anys. Algunes investigacions suggereixen que durant l'adolescència es produeixen canvis d'ordre en el rang i per tant, la personalitat és altament inestable. Les diferències de gènere també es mostren abans de l'edat adulta.
- La responsabilitat cau des de finals de la infància a l'adolescència, però després torna a pujar des de l'adolescència (15 anys) a l'edat adulta. El mateix passa amb la cordialitat.
- El neuroticisme mostra una tendència diferent per a homes que per a dones en la infància i en l'adolescència. Per a les dones, el neuroticisme augmenta des de la infància fins a l'adolescència. Però després, els nivells de neuroticisme de l'adolescència a l'edat adulta decreixen. Els homes, però, tendeixen a disminuir gradualment en neuroticisme des de la infància fins a l'edat adulta.
- L'extraversió cau des de la infància fins a l'adolescència i després no canvia massa.
- L'obertura a l'experiència també mostra una tendència diferent en els dos gèneres. Les dones tendeixen a disminuir en obertura a l'experiència des de la infància fins a l'edat adulta primerenca però després augmenten gradualment durant tota l'edat adulta. Els homes tendeixen a reduir en obertura a l'experiència des de la infantesa fins a l'adolescència i, després, tendeixen a augmentar fins a l'edat adulta.

En definitiva, s'observa que a partir dels 15 anys o adolescència, alguns trets canvien molt i d'altres no tant. Dels 18 als 40 anys és on hi ha més canvi en la personalitat, després ja són menors. El procés de maduració segueix un circuit diferent en cada un dels trets, per tant, sempre es dona un patró de canvis tot i que no existeix un patró “general”.
La personalitat en els adults és bastant consistent a diferència de l'estabilitat en els adolescents que és menys estable. La dels nens en canvi, és difícil de descriure, ja que no tenen un nivell de comprensió dels diferents trets i, a més a més, moltes situacions necessàries per dur a terme l'anàlisi encara no s'han produït.
Els cinc grans trets de la personalitat també es poden desglossar en facetes. Les diferents facetes de cada tret de la personalitat sovint correlacionen amb diferents resultats conductuals. És important diferenciar entre el canvi en les facetes i el simple canvi en els trets, ja que diferents facetes d'un mateix tret mostren diferents tendències.

#### Canvis i estabilitat en els Big Five: L'impacte de l'edat i els esdeveniments importants de la vida
Els investigadors Jule, Stefan i Boris, l'any 2011, van dur a terme un estudi on a partir del model dels Big 5 van analitzar a 15.000 subjectes durant 4 anys amb l'objectiu d'examinar com la personalitat genera canvis amb l'edat i amb experiència dels esdeveniments de la vida. Les dades utilitzades van ser proporcionades pel SOEP alemany de l'Institut Alemany de Recerca Econòmica. La SOEP és una enquesta longitudinal gran, de les llars privades i persones a Alemanya. La mostra heterogènia comprenia individus amb diferents nivells d'educació (17% sense un diploma de secundària i el 83% amb almenys un grau de secundària), diversos estats de treball (53% en activitat laboral i el 47% aturats) diferents estats civil (25% sol, el 61% va casat, 7% divorciar, 6% vídua), i diverses afiliacions religioses (35% protestant, el 29% catòlica, 3%, Islàmica i el 30% sense denominació).
A cada any, als participants se’ls hi preguntava, entre d'altres proves, si havien tingut un o més d'un conjunt d'esdeveniments importants específics des de l'última entrevista. Finalment, passats els 4 anys l'estudi va poguer trobar una forta evidència de canvi de personalitat en relació amb els dos indicadors de canvi: l'estabilitat a nivell de mitjana i la coherència d'ordre de rang, el qual també és degut al tipus de mostra que cobria tot el rang d'edat adulta.
Per descriure els tipus de canvis en la personalitat, l'estudi utilitza dos índexs de canvi en la població:
- Canvis de nivell mitjà: reflecteixen el desplaçament de grups de persones a valors majors o menors d'un tret al llarg del temps. La majoria dels estudis mostren un augment en l'estabilitat emocional amb l'edat, un augment de la responsabilitat (en alguns estudis seguit per una disminució en la vellesa avançada) i estabilitat o augment en cordialitat. En el cas de l'extraversió, s'ha vist que la faceta de vitalitat social decreix amb l'edat mentre que la faceta de domini social incrementa amb l'edat. El desenvolupament de l'obertura a l'experiència ha mostrat un patró curvilini: augment en l'edat adulta primerenca i disminució en la vellesa.

- Canvis d'ordre en el rang: reflecteixen si els grups de persones mantenen la seva posició amb relació als altres pel que fa als trets i les dimensions al llarg del temps.

A l'hora de realitzar aquest estudi, van partir d'altres exemples com la meta-anàlisi de Roberts i Delvecchio (2000) els quals van trobar que la consistència d'ordre en el rang augmenta amb l'edat, aconseguint un pic aproximadament als 50 anys. Ardelt (2000) va trobar una disminució de la consistència després d'aquesta edat en la seva meta-anàlisi, i Terracciano, Costa i McCrae (2006) no van trobar cap evidència que l'estabilitat es reduís o s'incrementés després dels 50 anys. Malauradament, en aquestes investigacions no va ser possible donar una visió diferenciada dels canvis en la consistència per a cada tret de la personalitat dels Big Five per separat.
Els resultats presentats pels investigadors d'aquesta cerca, difereixen dels resultats anteriorment obtinguts. Aquestes són les conclusions extretes del seu estudi:
- L'estabilitat de l'ordre en el rang de les dimensions estabilitat emocional (neuroticisme), extraversió, obertura a l'experiència i cordialitat segueixen una funció en forma d'U invertida, aconseguint un bec entre les edats de 40 i 60 anys i disminuint després, mentre que la dimensió responsabilitat mostra una estabilitat de l'ordre en el rang contínuament creixent a través de l'edat adulta.[10]

- La personalitat prediu l'ocurrència de diversos esdeveniments durant la vida (efectes de selecció) i canvia en reacció a l'experimentació d'aquests esdeveniments (efectes de socialització), el que suggereix que la personalitat pot canviar a causa de factors diferents a la maduració intrínseca.[10]
- La personalitat canvia durant tota la vida, però amb canvis més pronunciats en l'adolescència i l'edat avançada, el qual es deu, en part, a les demandes socials i a les experiències.[10]

En definitiva, els resultats mostren que els individus canvien considerablement després dels 30 anys, en alguns casos, fins i tot amb més força que abans, la qual cosa qüestiona seriosament la hipòtesi de Costa i McCrae. Més aviat sembla que no hi ha una edat a la qual tots els trets de personalitat arriben al seu punt òptim d'estabilitat, sinó que canvien al llarg de tot el curs de la vida.

### Esdeveniments estressants
Els esdeveniments negatius, les dificultats a llarg termini, i la qualitat de vida deteriorada prediuen petits però persistents augments en neuroticisme, mentre que els esdeveniments positius i una millora en la qualitat de vida prediuen petits però persistents disminucions en neuroticisme. No sembla haver cap moment durant la vida en que el neuroticisme sigui immutable, el qual es coneix com a principi de plasticitat.

### Mecanismes de canvi
Hi ha múltiples formes de canvi de la personalitat per a un individu. Les persones canviaràn el seu comportament basant-se en les idees que els arribin del seu entorn (premis i càstigs). Algunes d'aquestes idees seràn implícites, així com els rols socials. Altres idees seràn més explícites com ara un pare tractant de canviar el comportament del seu fill. Un canvi en la personalitat també es pot produir quan els individus observen les accions dels altres. Poden imitar els comportaments dels altres i després internalitzar aquests comportaments com a seus. Una vegada que l'individu interioritza aquestes conductes, es diu que formen part de la personalitat d'aquesta persona. Però també és important destacar que les persones reben un feedback d'altres individus o grups sobre la seva pròpia personalitat. Aquesta és una força impulsora de canvi, perquè l'individu té motivacions socials per canviar la seva personalitat. També s'ha demostrat que els principals esdeveniments de la vida (positius i/o negatius) poden predir els canvis en la personalitat.
En definitiva, els canvis es poden explicar a partir de les transaccions persona-ambient. Encara que no podem oblidar com la genètica i les hormones són factors que també influeixen.
Per tant, veient tots aquests mecanismes, si que és cert que existeix un condicionament, però també és cert que cada individu selecciona el que vol, el que implica que seran les persones les que tindran un paper important a l'hora de configurar la seva personalitat.

#### Teràpies
Un individu podrà decidir canviar activament el seu propi comportament després de pensar sobre les seves pròpies accions. Per tant, les teràpies impliquen aquest tipus d'introspecció on l'individu juntament amb el terapeuta identifica els comportaments que no són apropiats, i després s'auto-observa per tal de canviar-los. Amb el temps el propi subjecte internalitza el comportament que vol assolir, i aquest tret es generalitza a altres àrees de la vida de l'individu. Concretament, el que més s'ha observat dins la psicoteràpia és que aquesta ajuda a mantenir el neuroticisme més estable i a augmentar l'extraversió i l'obertura a l'experiència.

## L'impacte dels rols socials
Una altra aportació important és la que ens proposa W. Mischel (1986) quan considera que la personalitat es desenvolupa per la interacció que té amb altres personalitats. En aquest sentit, rols socials s'han identificat com una font potencial de canvi en la personalitat. De fet, els investigadors han trobat una forta correspondència entre les exigències socials i la personalitat. Un exemple d'aquesta evidència seria l'estudi anteriorment comentat: Canvis i estabilitat en els Big Five: L'impacte de l'edat i els esdeveniments importants de la vida.
Si el rol social requereix que la persona sigui conscient, és més probable que es mantinguin uns alts nivells en el corresponent tret. Així, els rols socials s'estudien sovint com a predictors fonamentals de la personalitat, el que demostra que aquesta canvia a través de les etapes de la vida. Això és degut als canvis fisiològics associats amb el desenvolupament, però també a les experiències que impacten en el nostre comportament. Alguns psicòlegs han trobat que el neuroticisme, l'extraversió (només en homes), i l'obertura a l'experiència van disminuint amb l'edat a partir dels 70 anys, mentres que la cordialitat i la responsabilitat augmenten amb l'edat (aquesta última només en homes). Després dels 81 anys, suggereixen que hi ha una disminució en tots els trets.